# Deogratias Nkusu Bikawa
 (mai 2024).
Deogratias Nkusu Bikawa est un homme politique congolais,. Il a été ministre des Relations avec le Parlement de la république démocratique du Congo, sous le gouvernement Ilunga qui s'est déroulé de septembre 2019 à avril 2021, ainsi que député. Il est membre de l'Union pour la démocratie et le progrès social.